# Ostaszkowo
Ostaszkowo (biał. Асташкава; ros. Осташково) – wieś na Białorusi, w obwodzie mińskim, w rejonie wilejskim, sielsowiecie Krzywe Sioło.

## Historia
W czasach zaborów wieś w okręgu wiejskim Ostaszkowo, w gminie Rabuń, w powiecie wilejskim, w guberni wileńskiej Imperium Rosyjskiego. W 1865 roku liczyła 70 mieszkańców (31 dusz rewizyjnych) w 6 domach. Należała do dóbr Ostaszkowo, własność Ciechanowskich.
W latach 1921–1945 wieś leżała w Polsce, w województwie wileńskim, w powiecie wilejskim, w gminie Rzeczki, od 1 stycznia 1926 roku w gminie Kościeniewicze.
Według Powszechnego Spisu Ludności z 1921 roku zamieszkiwało tu 142 osoby, 33 były wyznania rzymskokatolickiego a 109 prawosławnego. Jednocześnie wszyscy mieszkańcy zadeklarowali polską przynależność narodową. Było tu 25 budynków mieszkalnych. W 1931 w 36 domach zamieszkiwało 177 osób.
Wierni należeli do parafii rzymskokatolickiej w Kościeniewiczach i prawosławnej w Rzeczkach. Miejscowość podlegała pod Sąd Grodzki w Krzywiczach i Okręgowy w Wilnie; właściwy urząd pocztowy mieścił się w Kościeniewiczach.
W wyniku napaści ZSRR na Polskę we wrześniu 1939 miejscowość znalazła się pod okupacją sowiecką. 2 listopada została włączona do Białoruskiej SRR. Od czerwca 1941 roku pod okupacją niemiecką. W 1944 miejscowość została ponownie zajęta przez wojska sowieckie i włączona do Białoruskiej SRR.
Od 1991 w składzie niepodległej Białorusi.
Do 2013 roku w sielsowiecie Kościeniewicze.